# Rödel (Leichlingen)
Rödel ist eine aus einer Hofschaft hervorgegangene Ortschaft in der Stadt Leichlingen (Rheinland) im Rheinisch-Bergischen Kreis.

## Lage und Beschreibung
Rödel liegt im Tal der Wupper nordöstlich des Leichlinger Zentrums in der naturräumlichen Einheit Unteres Wuppertal am Fuß des Wupperbergs. Der nahe Fluss bildet die Stadtgrenze zu Solingen. Der am Waldrand liegende Ort grenzt zu beiden Seiten an das Naturschutzgebiet Wupperhänge mit Seitensiefen und der Wupper nördlich Witzhelden und Leichlingen und liegt im Mündungsbereich des St. Heribert Bachs.
Nachbarorte sind das unmittelbar benachbarte Fähr, Höfchenstal, Kempen, Grünscheid und Oberbüscherhof auf Leichlinger und jenseits der Wupper Friedrichstal, Obenfriedrichstaler Kotten, Friedrichshöhe, Mühlenberg, Untenrüdener Kotten, Oben- und Untenrüden auf Solinger Stadtgebiet.

## Geschichte
Rödel war im Mittelalter und in der frühen Neuzeit Titularort der Honschaft Rödel im Kirchspiel Leichlingen im bergischen Amt Miselohe. Die Karte Topographia Ducatus Montani aus dem Jahre 1715 nennt ihn unter dem Namen Rödel. Die Topographische Aufnahme der Rheinlande von 1824 zeigt den Ort unbeschriftet und die Preußische Uraufnahme von 1844 als „Roedel“. 
1815/16 lebten 54 Einwohner im Ort. 1832 gehörte Rödel zur Bürgermeisterei Leichlingen. Der nach der Statistik und Topographie des Regierungsbezirks Düsseldorf als Dorfschaft kategorisierte Ort besaß zu dieser Zeit elf Wohnhäuser, eine Mühle bzw. Fabrik und neun landwirtschaftliche Gebäude. Zu dieser Zeit lebten 63 Einwohner im Ort, davon drei katholischen und 60 evangelischen Bekenntnisses. Der unmittelbar an der Wupper liegende Mühlenstandort am St. Heribert Bach wurde unter dem Namen Fähr ein eigener Wohnplatz.
Im Gemeindelexikon für die Provinz Rheinland sind 1885 elf Wohnhäuser mit 53 Einwohnern angegeben. 1895 hatte der Ort sechs Wohnhäuser mit 20 Einwohnern, 1905 13 Wohnhäuser und 54 Einwohner.